# 藍紋姬鯛
藍紋姬鯛（学名：Pristipomoides argyrogrammicus），又名藍紋紫魚、花笛鯛，為輻鰭魚綱鱸形目鱸亞目笛鯛科的其中一個種。

## 分布
本魚分布於印度太平洋區，包括東非、馬達加斯加、模里西斯、塞席爾群島、馬爾地夫、紅海、波斯灣、斯里蘭卡、印度、安達曼海、泰國、緬甸、馬來西亞、菲律賓、印尼、琉球群島、台灣、中國沿海、馬里亞納群島、馬紹爾群島、諾魯、帛琉、密克羅尼西亞、新喀里多尼亞、澳洲、萬納杜、東加、吉里巴斯、夏威夷群島、法屬波里尼西亞等海域。

## 深度
水深50至150公尺。

## 特徵
本魚體呈長紡錘形而略高；標準體長約為體高之2.6至3.0倍。兩眼間隔平扁。眼前方無溝槽。下頜突出於上頜；上頜骨末端延伸至眼中部的下方；上頜骨無鱗。上下頜骨具帶狀齒，外列齒擴大，前方數齒呈犬齒狀；鋤骨具三角形齒帶且其後方無突出部；腭骨亦具齒帶。體被中小型櫛鱗，背鰭及臀鰭上均裸露無鱗；側線完全且平直，側線鱗片數58至66枚。體側具有青色蟲紋食狀斑紋。背鰭硬棘10枚，軟條11枚。臀鰭3硬棘，軟條8枚。體長可達40公分。

## 生態
棲息於較深的海域，如海溝、大凹坑或大陸棚隆起等地區，係貼地覓食。亦為肉食性魚種，主要以其它魚類及甲殼類為食。

## 經濟利用
食用魚，適宜各種烹調方式，味美。